# Ассоциация исследований цифровых игр
Ассоциация исследований цифровых игр (англ. Digital Games Research Association сокр. DiGRA) — некоммерческое международное научное общество, нацеленное на изучении игр и связанных с ними явлений. DiGRA была официально основана в 2003 году в Финляндии.
DiGRA  координирует деятельность, связанную с научными исследованиями игр в рамках разных дисциплин в разных частях света. Для этой цели были созданы несколько местных отделений и специальных групп по интересам (SIG — special interest groups).
Совместно с местными организаторами DiGRA проводит конференции. DiGRA также поддерживает небольшие региональные конференции, и начиная с 2014 года, конференции DiGRA проводится ежегодно. Опубликованные работы этих конференций собираются и размещаются в интернете в цифровой библиотеке DiGRA. Начиная с 2013 года, DiGRA в сотрудничестве с ETC Press Университета Карнеги-Меллона начала издавать рецензируемый журнал с открытым доступом под названием «Сообщения Ассоциации по исследованию цифровых игр» (ToDiGRA — Transactions of the Digital Games Research Association).
В 2014 году, во время Gamergate, DiGRA стала жертвой теории заговора. Карл Бенджамин утверждал, что DiGRA кооптируют феминистки.  Президент DiGRA Миа Консальво в ответ утверждал, что это попытка дискредитации исследований, демонстрация «враждебности к феминизму» и неспособность понять научные исследования в гуманитарных науках.

## Основная деятельность

### Организация DiGRA конференции
Одним из основных направлений деятельности DiGRA является организация ежегодной конференции. Конференция задумана не как существенный источник дохода для организации, а скорее как механизм для поощрения и распространения интереса и стипендии в изучении игр. Хотя правление организации определяет, где конференция будет проводиться каждый год, это результат процесса, который начинается с открытого «Call for Hosts».
Окончательное решение о том, кто будет хозяином конференции, основано на совокупности факторов. Основными из них являются: насколько известны, уважаемы местные организаторы; на какую поддержку может рассчитывать местная команда; где была проведена последняя конференция (в идеале она должна перемещаться по разным континентам, чтобы обеспечить более широкое разнообразие участников); какова транспортная доступность а также каковы ожидаемые расходы участников конференции. На сегодняшний день DiGRA организовала в сотрудничестве с местными организаторами следующие конференции:
| DiGRA конференции | DiGRA конференции   | DiGRA конференции         |
| Название | Время               | Место                     |
| --- | ------------------- | ------------------------- |
| DiGRA 2003 — «Level Up» | 4-6 ноября 2003     | Утрехт, Нидерланды        |
| DiGRA 2005 — «Changing Views — Worlds in Play» | 16-20 июня 2005     | Ванкувер, Канада          |
| DiGRA 2007 — «Situated Play» | 24-28 сентября 2007 | Токио, Япония             |
| DiGRA 2009 — «Breaking New Ground: Innovation in Games, Play, Practice and Theory»                                                                                  | 1-4 сентября 2009   | Западный Лондон, Британия |
| DiGRA 2010 — «Experiencing Games: Games, Play, and Players» | 16-17 августа 2010  | Стокгольм, Швеция         |
| DiGRA 2011 — «Think, Design, Play» | 14-17 сентября 2011 | Хилверсюм, Нидерланды     |
| DiGRA 2012 — «Local and Global: Games in Culture and Society» | 6-8 июня 2012       | Тампере, Финляндия        |
| DiGRA 2013 — «DeFragging Game Studies» | 26-29 августа 2013  | Атланта, Джорджия, США    |
| DiGRA 2014 — Chinese | 19-20 апреля 2014   | Нинбо, КНР                |
| DiGRA 2014 — Nordic | 29-30 мая 2014      | Висбю, Швеция             |
| DiGRA 2014 Australia — «What is Game Studies in Australia?» | 17 июня 2014        | Мельбурн, Австралия       |
| DiGRA 2014 — «<Active Noun> the <Verb> of game <Plural Noun>» | 3-6 августа 2014    | Snowbird (штат Юта, США)  |
| DiGRA 2015 — «Diversity of play: Games — Cultures — Identities» | 14-17 мая 2015      | Люнебург, ФРГ             |
| DiGRA 2015 — Australia — «Inclusivity in Australian Games and Games Studies»                                                                                        | 29-30 июня 2015     | Сидней, Австралия         |
| DiGRA 2015 — Chinese — «Program for Digital Games in China: Past, Present and Future»                                                                               | 11-12 июля 2015     | Пекин, КНР                |
| DiGRA 2016 — Chinese — «Decoding the Academic-Industrial-Gameplay Complex: Digital Game Practice, Research and Study in China, Taiwan and Chinese-Speaking Regions» | 1-2 июля 2016       | Тайчжун, Тайвань          |
| DiGRA and FDG 2016 — «First Joint International Conference» | 1-6 августа 2016    | Данди, Шотландия          |
| DiGRA 2017 | 3-6 июля 2017       | Мельбурн, Австралия       |
| DiGRA 2018 — «The Game is the Message» | 25-28 июля 2018     | Турин, Италия             |
| DiGRA 2019 — «Game, Play and the Emerging Ludo Mix» | 6-10 августа 2019   | Kyoto, Япония             |

Конференция в 2016 году была проведена совместно с «Фондом Цифровых игр» (FDG — Foundations of Digital Games), ежегодной конференцией, организованной Обществом развития науки о цифровых играх (SASDG). Это произошло в 2009 году в рамках Microsoft Academic Days по разработке игр в области компьютерных наук (GDCSE), которая проводилась с 2006 года.

### Ведение цифровой библиотеки
DiGRA архивирует и распространяет материалы различных конференций DiGRA через свою цифровую библиотеку. Электронная библиотека DiGRA — это полнотекстовая коллекция всех статей, опубликованных в материалах конференции, а также официальных документов. DiGRA использует модель публикации Open Access, и авторы сохраняют авторские права на свои публикации. DiGRA предоставлены неисключительные права на публикацию.

### Выпуск журнала «Сообщения Ассоциации по исследованию цифровых игр»
В 2013 году DiGRA выпустила журнал «Сообщения Ассоциации по исследованию цифровых игр» (ToDiGRA — Transactions of Digital Games Research Association). Журнал имеет рецензирование, открытый доступ и призван содействовать достижению целей организации путем распространения «широкого спектра исследований в сообществе по изучению игр, сочетающих, например, гуманитарные науки с социологией, технологию с дизайном и эмпирику с теорией». Журнал не принимает нежелательные материалы, а публикует специальные выпуски, которые обычно посвящены или взяты из конференций DiGRA. Отдельные доклады из конференции обычно приглашаются в журнал, где они могут быть доработаны, и они проходят раунд рецензирования.

### Работа с региональными ассоциациями
Работа DiGRA направлена на координацию деятельности, связанной с научными исследованиями игр в разных дисциплинах и в разных частях света. Для этой цели в рамках DiGRA было создано несколько местных отделений и специальных групп по интересам (SIG — special interest groups).
| Региональные ассоциации и специальные группы DiGRA | Региональные ассоциации и специальные группы DiGRA | Региональные ассоциации и специальные группы DiGRA |
| Регион                                             | Название (+сайт)                                   | Ист.                                               |
| -------------------------------------------------- | -------------------------------------------------- | -------------------------------------------------- |
| Австралия                                          | Australian DiGRA                                   |                                                    |
| Китай                                              | Chinese DiGRA                                      |                                                    |
| Нидерланды                                         | Dutch DiGRA                                        |                                                    |
| Финляндия                                          | Finish DIGRA                                       |                                                    |
| Фландрия                                           | Flemish DiGRA                                      |                                                    |
| Германоязычная группа                              | D-A-CH DiGRA                                       |                                                    |
| Израиль                                            | Israel DIGRA                                       |                                                    |
| Италия                                             | Italia DiGRA                                       |                                                    |
| Япония                                             | Japan DiGRA                                        |                                                    |
| Турция                                             | Turkish DiGRA                                      |                                                    |
| Велокибритания                                     | British DiGRA                                      |                                                    |

### Поддержка специальных групп по интересам
Для научных исследований в разных дисциплинах в рамках DiGRA было создано несколько специальных групп по интересам (SIG — special interest groups).
| Специальные группы по интересам (SIG) | Специальные группы по интересам (SIG)       | Специальные группы по интересам (SIG) |
| Название                              | Область исследований                        | Ист.                                  |
| ------------------------------------- | ------------------------------------------- | ------------------------------------- |
| DiGRA Player Experience SIG           | исследования игрового опыта                 |                                       |
| DiGRA Game Accessibility SIG          | —                                           |                                       |
| DiGRA Role-Playing Studies SIG        | изучении ролевой игры в различных её формах |                                       |

## Основные лица
Франс Майр (Frans Mäyrä) был президентом-основателем ассоциации с 2003 по 2006 год.
Миа Консальво занимала пост президента Ассоциации исследований цифровых игр с 2012 по 2016 год.

## Дополнительное чтение
- Jean P. Shipman, Barbara A. Ulmer. Information and Innovation: A Natural Combination for Health Sciences Libraries. — Rowman & Littlefield, 2017. — 220 с. — ISBN 978-1-4422-7142-5.
- Leena Van Deventer, Dan Golding. Game Changers. — Affirm Press, 2016. — 256 с. — ISBN 978-1-925475-16-6.